# Candàliga
Candàliga és una masia situada al municipi de Balsareny (Bages) inclosa en l'Inventari del Patrimoni Arquitectònic de Catalunya.

## Descripció
Mas de planta rectangular, amb coberta a dues aigües i carener paral·lel a la façana. El cos principal té tres plantes: els baixos centrats per un portal de mig punt adovellat i de tradició gòtica, la planta per l'habitatge amb tres obertures de diferents mides -una convertida en balcó- i la planta superior que serveix de golfes, amb petites obertures. A aquest cos principal d'estructura i construcció medieval se n'hi ha adossat un per cada banda. Diferents coberts tanquen l'era del davant de la casa.

## Història
La casa conserva documentació des del segle xi. És un dels masos més antics de la contrada. És conegut amb el nom de Candàliga, que deriva de can Dàliga, però d'aquí ha derivat el cognom Casaldàliga.
El cos central del mas és de factura medieval; l'ampliació del cantó de llevant és d'època barroca. Al llarg d'aquest segle s'han anat aixecant els coberts que tanquen l'era del davant de la casa.